# 回想摩西

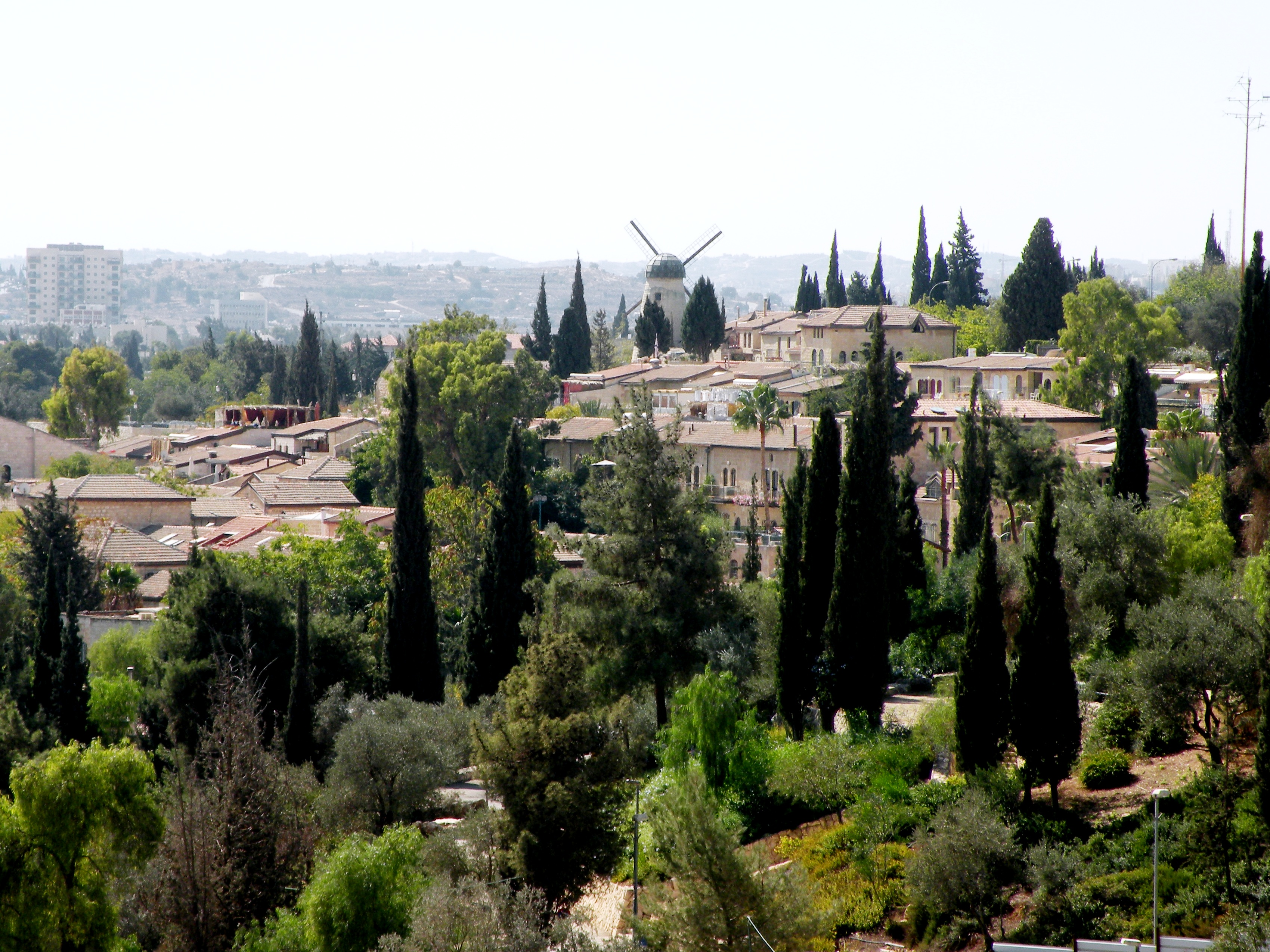
摩西的右手边

摩西的右手边（希伯來語：‎；Yemin Moshe，意为“摩西的右手边”）是耶路撒冷的一个历史悠久的社区，俯瞰耶路撒冷老城。

## 历史

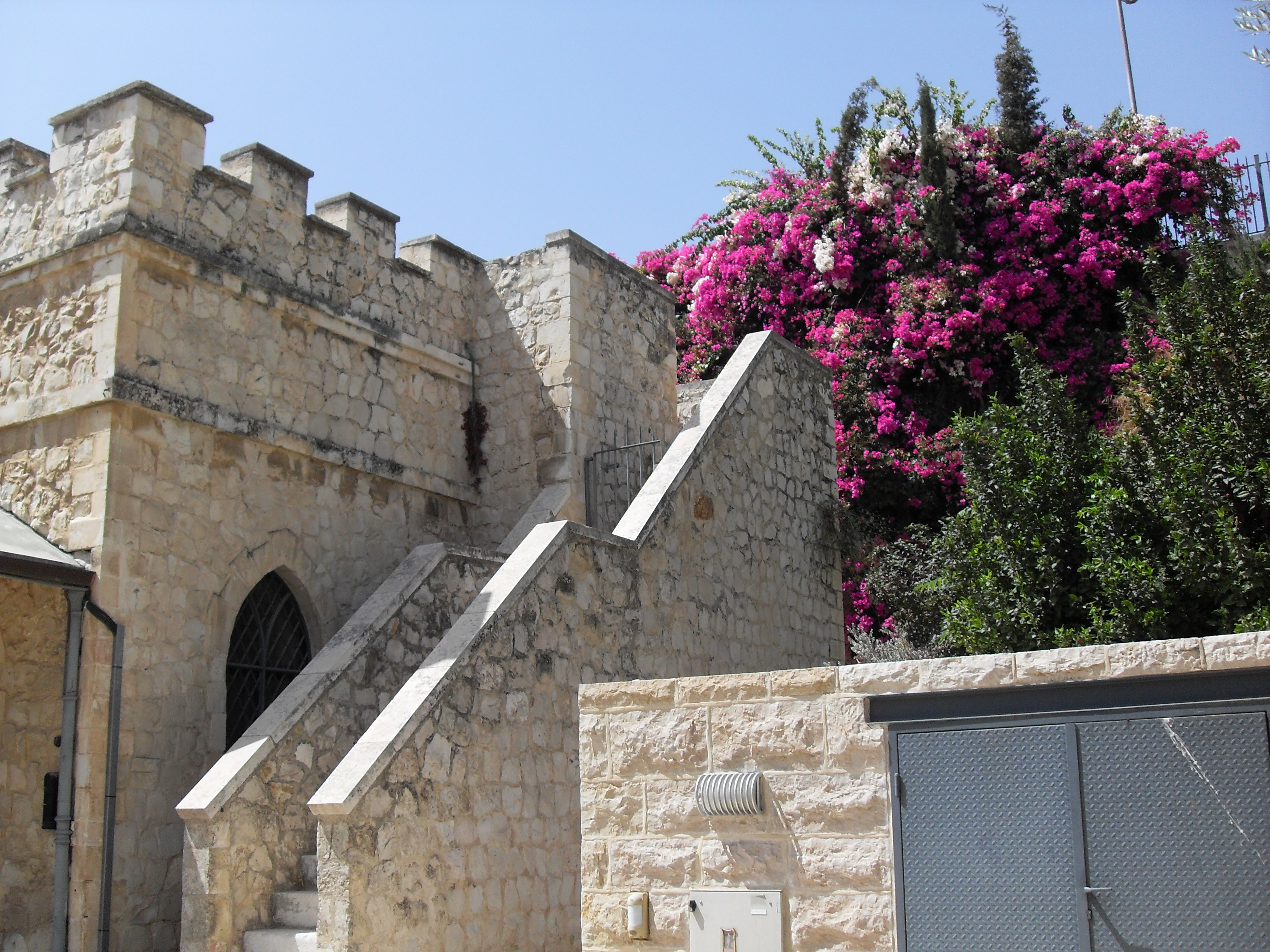
平安居所的三角梅

摩西的右手边由英国犹太人银行家、慈善家摩西·蒙蒂菲奥里支持的蒙蒂菲奥里福利基金创立于1892-1894年。它位于耶路撒冷老城以外，被认为是解决城墙内过度拥挤和不卫生的条件的一个办法。这个名字是为了纪念蒙蒂菲奥里的名字，也是出自以赛亚书63:12的一节经文。。
1855年，蒙蒂菲奥里购买了这块土地，以他们夫妇命名为摩西与 Judith葡萄园。第一个住宅项目平安居所包括两排建筑物。第一排公寓在1860年完成。大院有贮水池。 当时很少有人准备住在那里，因为它位于城墙外，易遭阿拉伯掠夺者袭击。最初的房屋周围环绕围墙，夜间大门上锁。一些业主仍拒绝在晚上呆在那里。第二排房屋建于1866年，当时老城霍乱疫情蔓延。这一年，由于疾病蔓延，对于公寓的需求上涨。
摩西的右手边社区建于1892-1894年，位于平安居所周围剩下的土地上。
除了风车可以让贫穷的犹太人磨自己的面粉，蒙蒂菲奥里还建成了印刷厂和纺织厂，帮助资助几个农业殖民地。他还试图获得耕地给犹太人种植，但因奥斯曼限制将土地出售给非穆斯林而受到阻碍。

### 地标
蒙蒂菲奥里为耶路撒冷景观留下了一个不可磨灭的印记：1857年在今天的摩西的右手边社区建立了风车。1860年风车开始运作。蒙特菲奥里认为，风车可以为他们提供生活来源，但它只运营了约19年。

## 今天

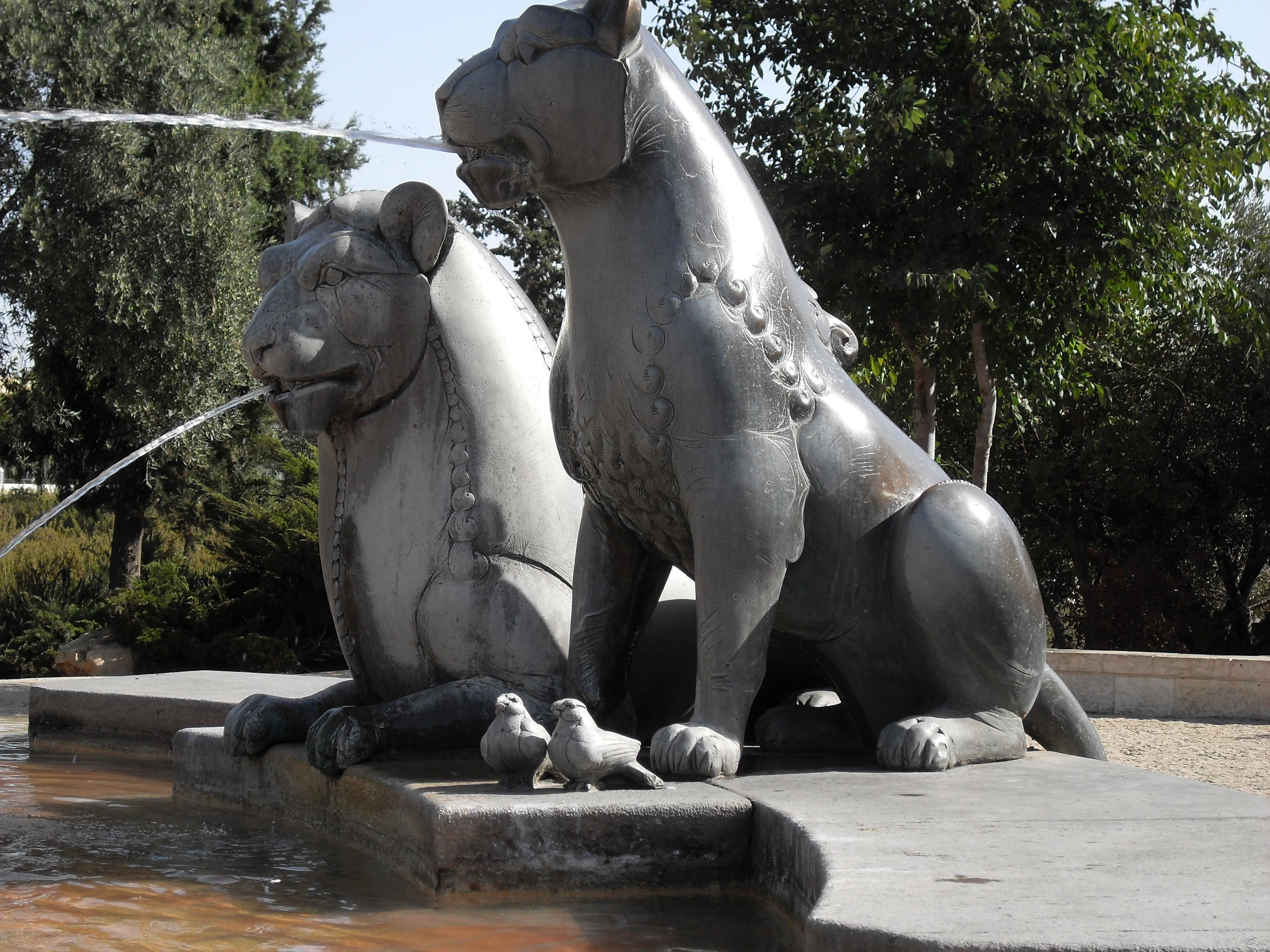
回想摩西的花园 - 狮子喷泉

摩西的右手边现在是一个高档社区，周围花园环绕，可看到老城城墙的全景。 原本的建筑群变成了一个文化中心和作家、知识分子和音乐家的宾馆。社区的标志性风车描绘着关于耶路撒冷的绘画和文学，标志着犹太人在该市向西的扩展

## 著名的居民
- 达妮埃拉·凯尔泰斯，女演员